# Ivo Mahlknecht
Ivo Mahlknecht da Palmer (* 21. Mai 1939 in St. Ulrich in Gröden; † 30. März 2020 in Brixen) war ein italienischer Skirennläufer. Der Südtiroler war neunfacher italienischer Meister und gehörte in den 1960er Jahren der italienischen Skinationalmannschaft an.
1966 belegte Mahlknecht bei den Skiweltmeisterschaften in Portillo Rang sechs in der Kombinationswertung. Zwei Jahre später fuhr er bei der Olympiaabfahrt von Grenoble ebenfalls auf den sechsten Platz.
Im zum Ende seiner Karriere eingeführten Skiweltcup konnte Mahlknecht sich noch fünf Mal unter den besten zehn platzieren. Seine besten Resultate, zwei fünfte Plätze, erzielte er bei den Abfahrten von Wengen und Megève im Januar 1967. Vor Einführung des Weltcups hatte er unter anderem drei Podestplätze bei den 3-Tre-Rennen 1966 in Madonna di Campiglio erreicht.
In seiner Karriere konnte Mahlknecht insgesamt neun italienische Meistertitel erringen:
- Slalom (3): 1963, 1964, 1968
- Riesenslalom (2): 1964, 1968
- Abfahrt (3): 1965, 1966, 1968
- Kombination (1): 1968

Am 30. März 2020 starb Mahlknecht im Alter von 80 Jahren während der COVID-19-Pandemie an den Folgen einer COVID-19-Erkrankung.